# 이고리 젤레좁스키
이고리 니콜라예비치 젤레좁스키(벨라루스어: І́гар Мікала́евіч Жалязо́ўскі 이하르 미칼라예비치 잘랴조우스키, 러시아어: И́горь Никола́евич Железо́вский, 1963년 7월 1일~2021년 6월 12일)는 소련과 벨라루스의 남자 스피드 스케이팅 선수이다. 소련 국가대표 시절부터 단거리 스피드 스케이팅 전문 선수로 활동하였다. 올림픽 1000m 종목에서 두 차례 메달을 획득하였고, 세계 스프린트 스피드 스케이팅 선수권 대회에서 6차례 우승하여, 남자 선수 중 이 대회에서 가장 많이 우승한 경력을 가지고 있다.
1994년 현역 은퇴 후 1996년부터 2005년까지 벨라루스 스케이팅 연맹의 회장을, 1996년부터 2001년까지 벨라루스 패럴림픽 위원회의 회장을 맡랐다.
2021년 6월 12일 57세의 나이로 COVID-19로 사망하였다.